# 九来龙
九来龙（学名：Erycibe elliptilimba）为旋花科丁公藤属的植物。分布在中南半岛以及中国大陆的海南等地，一般生长在溪畔、低山路旁以及海边的疏林中，目前尚未由人工引种栽培。

## 别名
凹来丁公藤（海南植物志）